# Spinosaurus
Spinosaurus (griechisch-lateinisch „Dornechse“) ist eine Gattung theropoder Dinosaurier, die während der späten Unter- und frühen Oberkreide im heutigen Nordafrika lebte.
Die ersten Knochen des Spinosaurus wurden 1912 in Ägypten entdeckt und 1915 von dem deutschen Paläontologen Ernst Stromer von Reichenbach beschrieben. Diese Überreste wurden im Zweiten Weltkrieg zerstört – weitere Überreste wurden jedoch in den letzten Jahren entdeckt. Die Typus- und einzige heute anerkannte Art ist Spinosaurus aegyptiacus aus Ägypten und Marokko. Marokkanische Funde wurden auch als Spinosaurus maroccanus beschrieben. Ein weiteres Synonym ist Sigilmassasaurus brevicollis.
Spinosaurus zeigt auffällige Dornfortsätze der Rückenwirbel, die mindestens 1,69 Meter lang wurden und wahrscheinlich mit Haut zu einer segelartigen Struktur verbunden waren. Einige Autoren vermuten auch, dass sie von Muskeln umgeben waren und einen langgezogenen Höcker bildeten. Die Funktion dieser Struktur ist unklar – unter anderem werden Funktionen zur Thermoregulation und der Kommunikation mit Artgenossen, z. B. dem Imponierverhalten diskutiert.
Schätzungen aus dem Jahr 2012 zufolge wurde Spinosaurus 16 bis 18 Meter lang und 7 bis 9 Tonnen schwer. Er wäre damit der größte bekannte fleischfressende Dinosaurier, noch vor anderen großen Theropoden wie Tyrannosaurus und Giganotosaurus.

## Merkmale

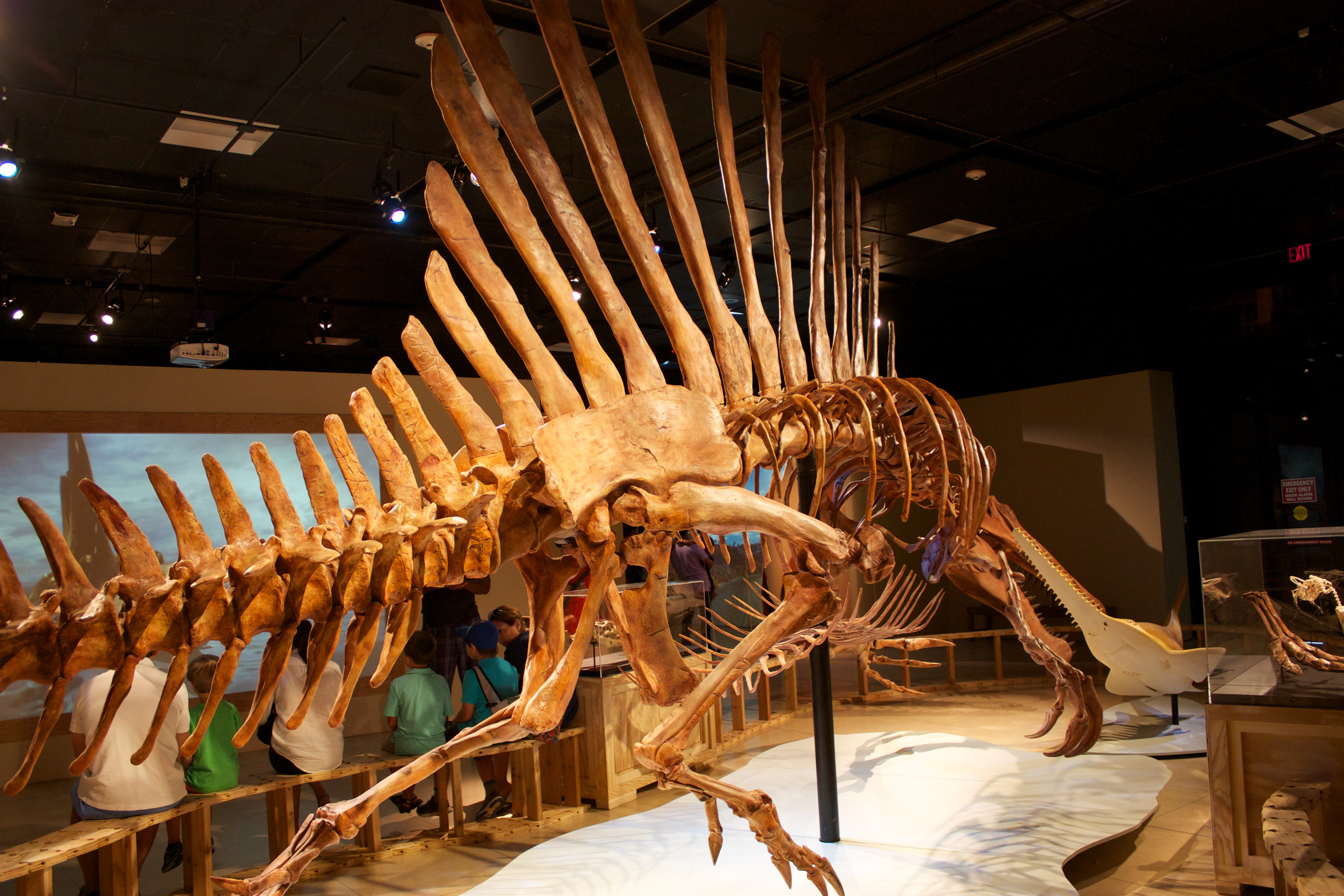
Skelettrekonstruktion

Wegen seiner Größe, des auffälligen Segels sowie des krokodilartigen Schädels gehört Spinosaurus zu den in der Öffentlichkeit bekanntesten Dinosauriern. Im Kontrast hierzu war diese Gattung hauptsächlich von Fossilien bekannt, die während des Zweiten Weltkriegs zerstört wurden, ausgenommen einige in jüngerer Zeit entdeckte Zähne und Schädelknochen, sowie von einem relativ vollständigen Fund aus dem östlichen Marokko, der als Neotypus festgelegt wurde.
Neues im Jahr 2005 beschriebenes Kiefer- und Schädelmaterial lässt vermuten, dass der Schädel etwa 1,75 Meter lang wurde – damit hatte Spinosaurus einen der längsten Schädel fleischfressender Dinosaurier überhaupt. Der verlängerte Schädel wies eine schmale Schnauze auf, die mit geraden, konischen und ungesägten Zähnen besetzt war. Im Zwischenkieferbein am vorderen Ende des Oberkiefers steckten auf jeder Seite sechs bis sieben Zähne, an die sich nach hinten jeweils 12 Zähne auf jeder Seite des Oberkiefers anschlossen. Der zweite und dritte Zahn auf jeder Seite waren deutlich größer als die übrigen Zähne des Zwischenkieferbeins, was eine Lücke zwischen ersteren und den großen Zähnen des vorderen Maxillare erzeugte – diese Lücke wurde von großen Zähnen des vorderen Unterkiefers gefüllt. Die Spitze der Schnauze, die diese großen Zähne trug, war vergrößert, und ein kleiner Kamm saß auf der Schnauze vor den Augen.
Das Segel (oder der Muskelkamm) von Spinosaurus wurde von sehr hohen Dornfortsätzen (Processus spinosi) der Rückenwirbel gestützt. Diese Fortsätze waren sieben- bis elfmal höher als die Rückenwirbel, die sie trugen.
Zahlreiche Merkmale deuten auf eine semiaquatische Lebensweise hin. Dazu gehört das kleine Becken. Die Füße ähnelten denen heutiger Watvögel. Möglicherweise besaßen sie auch Schwimmhäute. Der lange Hals und der relativ lange Rumpf versetzen den Körperschwerpunkt nach vorn. Zwar waren Spinosaurus’ Hinterbeine nicht außergewöhnlich lang, doch reichten sie aus, um einen bipeden (zweibeinigen) Gang an Land zu ermöglichen. Vermutlich jagte Spinosaurus vor allem im flachen Wasser nach Fischen wie Onchopristis, einem großen Vertreter der Pseudosägerochen. Die kräftigen Vordergliedmaßen mit großen, gekrümmten Krallen dienten dem Zweck glitschige Beute festzuhalten. Die verhältnismäßig kleinen Nasenlöcher befanden sich in der Mitte des Schädels und könnten es Spinosaurus so ermöglicht haben, auch fast vollkommen untergetaucht zu atmen, ähnlich wie Krokodile es können. Öffnungen für Nerven an der Schnauzenspitze weisen auf Rezeptoren für Bewegungsreize hin, die sich ebenfalls bei Krokodilen finden. Der Schwanz von Spinosaurus war mit hohen Dornfortsätzen und Chevronknochen ausgestattet und deshalb im Querschnitt nicht rund, sondern seitlich abgeflacht wie die Schwänze der Krokodile und Molche. Mit Hilfe eines Roboterschlagapparats in Form eines nachgebauten Spinosaurus-Schwanzes wurde nachgewiesen, dass das Organ zu ausgedehnten seitlichen Auslenkungen fähig war und beim Schwimmen Vortrieb erzeugen konnte.

## Systematik und Arten
Spinosaurus ist der namensgebende Vertreter der Spinosauridae. Weitere Vertreter dieser Gruppe sind unter anderem Baryonyx aus dem südlichen England, Irritator und Angaturama (welcher wahrscheinlich mit Irritator identisch ist) aus Brasilien, Suchomimus aus Niger, möglicherweise Siamosaurus, welcher von fragmentarischen Knochen aus Thailand bekannt ist, Oxalaia, ein weiterer großer Vertreter der Spinosauridae aus Brasilien und Ichthyovenator aus Laos. Spinosaurus ist am engsten mit Irritator verwandt, mit dem er die ungesägten geraden Zähne gemeinsam hat. Diese beiden Gattungen werden als Spinosaurinae zusammengefasst. 2003 vermutete Oliver Rauhut, dass es sich bei Stromers Spinosaurus-Typexemplar um eine Chimäre handelte, die sich aus den Rückenwirbeln eines Carcharodontosauriden ähnlich Acrocanthosaurus und dem Dentale eines großen Theropoden ähnlich Baryonyx zusammensetzte. Studien aus dem Jahr 2012 weisen diese Hypothese jedoch zurück.

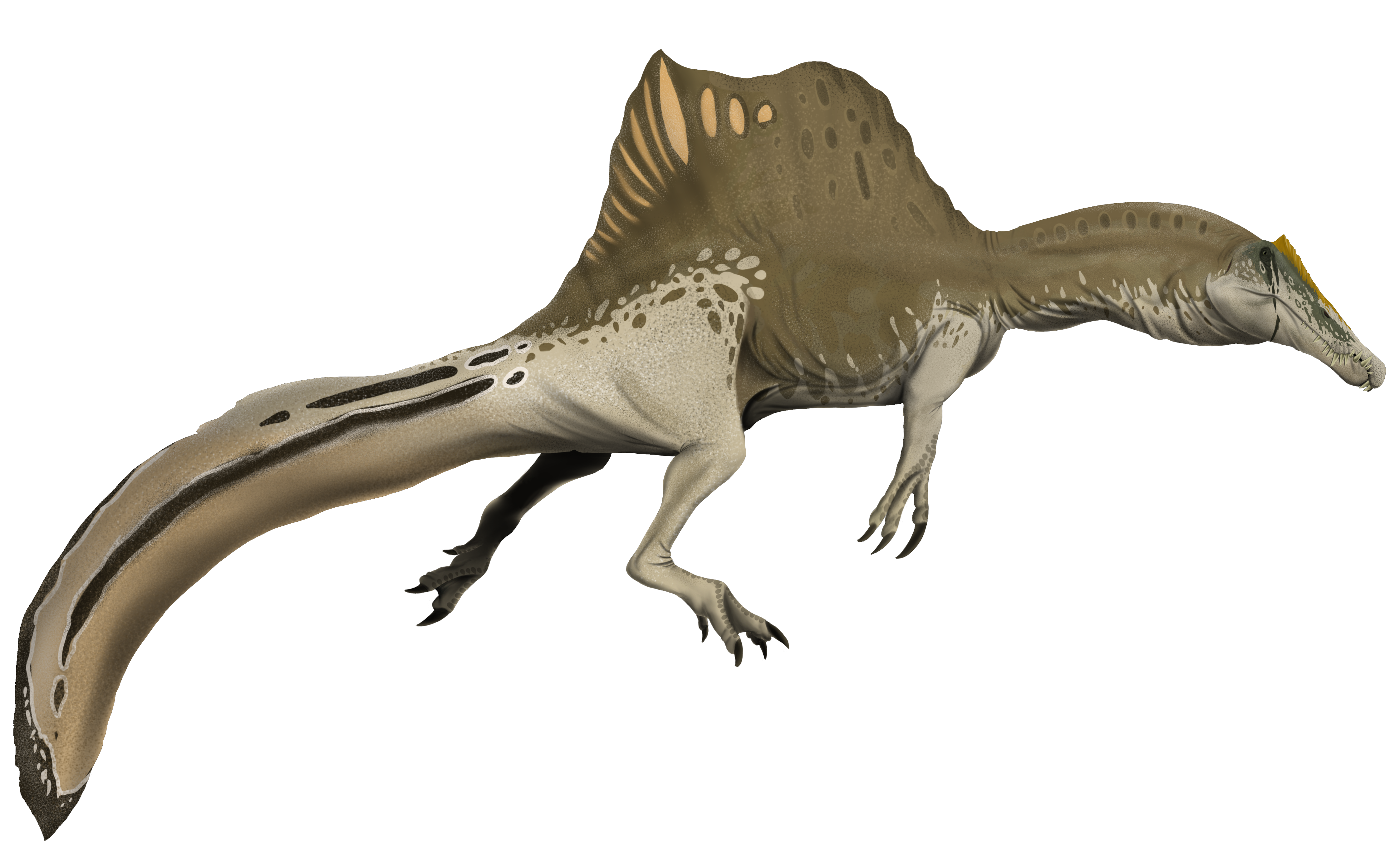
Zeichnerische Lebendrekonstruktion von 2020

Bisher sind zwei Arten von Spinosaurus beschrieben worden: Spinosaurus aegyptiacus („Ägyptische Dornenechse“, von lat. spina „Stachel, Dorn“ und Gr. sauros „Echse“) und Spinosaurus maroccanus („Marokkanische Dornenechse“). Die von Dale Russell aufgestellte Art Spinosaurus maroccanus unterscheidet sich von Spinosaurus aegyptiacus in der Länge der Halswirbel. Der Status dieser Art ist umstritten; während einige Autoren die Länge der Wirbel für variabel zwischen Individuen halten und Spinosaurus maroccanus daher als ungültig oder als Synonym von Spinosaurus aegyptiacus ansehen, halten andere Autoren an der Gültigkeit dieser Art fest.
Die Spinosauriden Sigilmassasaurus brevicollis und Oxalaia quilombensis werden von einigen Wissenschaftlern als Synonyme von Spinosaurus angesehen. Da Spinosaurus vor den anderen Gattungen benannt wurde, würden Sigilmassasaurus und Oxalaia ihre Gültigkeit verlieren.

## Paläoökologie und Ernährung

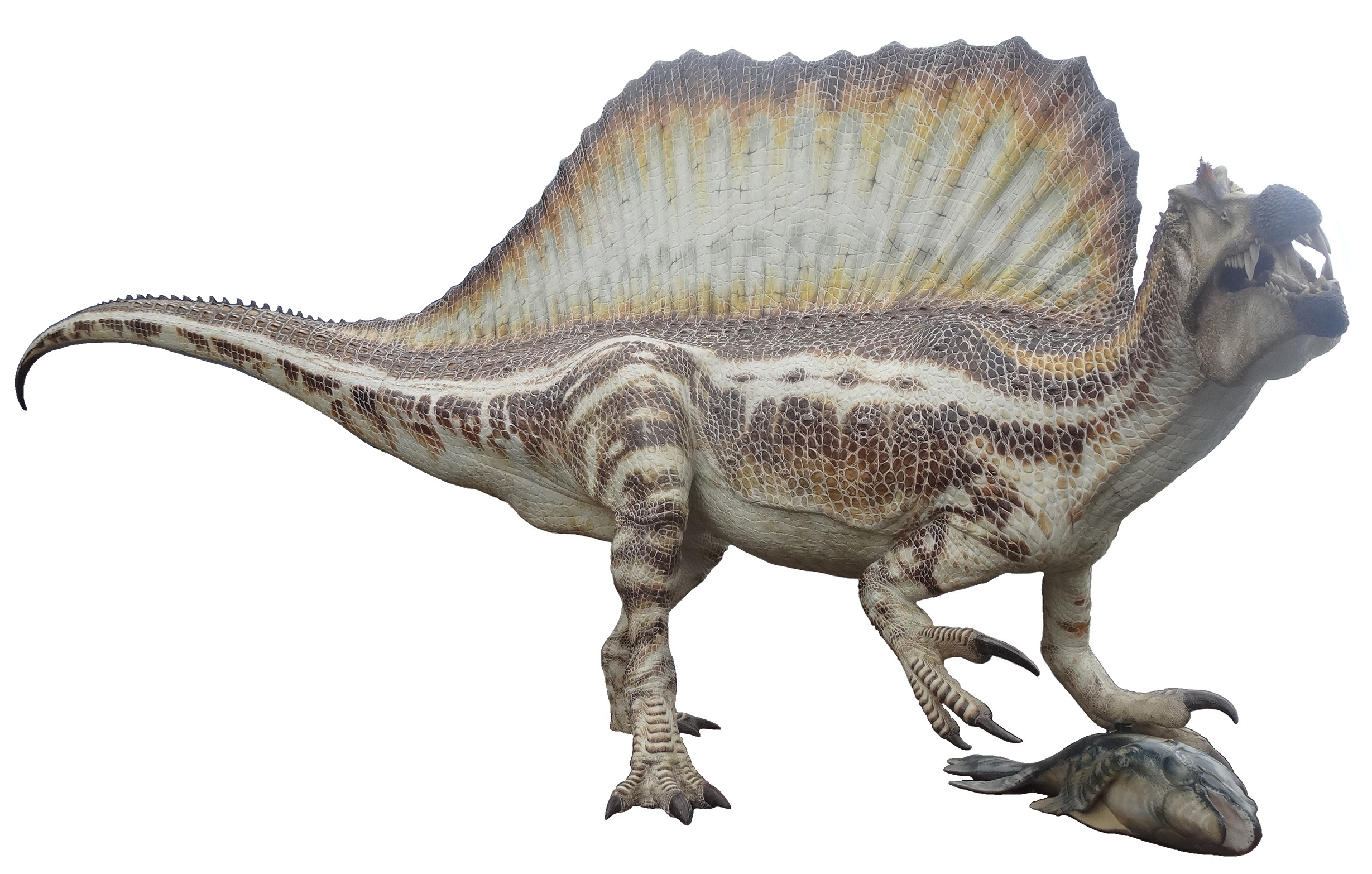
Plastische Lebendrekonstruktionen von Spinosaurus und Beutefisch Mawsonia vor dem Gebäude des Museu Blau

Der von Spinosaurus bewohnte Lebensraum im heutigen Nordafrika ist nur teilweise verstanden. Bei der Bahariyya-Oase in Ägypten handelte es sich beispielsweise wahrscheinlich um eine Wattlandschaft mit Mangrovenwäldern. Spinosaurus lebte dort zusammen mit den ähnlich großen Prädatoren Bahariasaurus und Carcharodontosaurus, dem gigantischen Titanosaurier Paralititan, dem kleineren Titanosaurier Aegyptosaurus, dem 10 Meter langen Krokodil Stomatosuchus und dem 3,5 Meter großen Quastenflosser Mawsonia.
Es ist umstritten, ob es sich bei Spinosaurus um einen hauptsächlich terrestrischen (landgebundenen) Räuber oder um einen Fischfresser handelte. Für die Fischfresser-Hypothese sprechen anatomische Merkmale wie die verlängerten Kiefer, die konischen Zähne und die oben liegenden Nasenöffnungen. Bereits 1997 sahen Charig und Milner in der verwandten europäischen Gattung Baryonyx einen spezialisierten Fischer. Direkte Nachweise für die Ernährung von Spinosauriden wurden bei Baryonyx sowie südamerikanischen Arten entdeckt. Im Verdauungstrakt von Baryonyx fanden sich von Säuren geätzte Fischschuppen sowie Knochen juveniler Iguanodon, während ein Zahn, der in einem Pterosaurier-Knochen aus Südamerika steckt, darauf hinweist, dass Spinosauriden gelegentlich diesen fliegenden Archosauriern nachstellten. Gregory Paul vermutet, dass Spinosaurus ein kreidezeitliches Äquivalent zum heutigen Grizzlybären war – ein opportunistischer Räuber, der an das Fischen angepasst war, aber dennoch verschiedenen kleinen und mittelgroßen landlebenden Beutetieren nachstellte und auch Aas nicht verschmähte. Dafür, dass Spinosaurus piscivor war, spricht neben einer ganzen Reihe von Adaptationen außerdem seine Schädelform.
Einer neueren Studie zufolge war Spinosaurus semiaquatisch, also teilweise wasserbewohnend. Die Forscher um Romain Amiot untersuchten das Mineral Apatit aus den Zähnen von Spinosauriden auf das Verhältnis zwischen zwei Isotopen des Sauerstoffs, Sauerstoff-16 und Sauerstoff-18. Die Analyse zeigt ein Verhältnis der beiden Isotope, wie man es typischerweise bei im Wasser lebenden Tieren findet. Das Isotopenverhältnis ist bei Land- und Wassertieren unterschiedlich, da der Körper von Landtieren Wasser durch Verdunstung verliert, wobei sich das schwerere Sauerstoff-18-Isotop im Körper anreichert.
Eine Studie von Donald Henderson aus dem Jahr 2018 testete die Hypothese eines semiaquatischen Lebensstils anhand eines digitalen 3D-Modells. Das Modell stellte sich als unsinkbar und beim Schwimmen instabil heraus. Zudem weist die Rekonstruktion auf eine bipede Körperhaltung hin, welche für eine terrestrische Lebensweise geeignet ist. Aufgrund der oben erwähnten Isotopenanalyse geht der Autor dennoch davon aus, dass Spinosaurus viel Zeit nahe Küsten und im Flachwasser verbrachte und sich überwiegend von Fisch ernährte.
Neue Bestätigung erhielt die These einer (semi)aquatischen Lebensweise von Spinosaurus durch den Fund zahlreicher Zähne in einem alten Flussbett in Marokko: Rund 40 % der entdeckten Überreste können Spinosaurus zugeordnet werden, was weit über dem Anteil von terrestrischen Vertretern liegt.
Eine 2022 veröffentlichte Studie stützt die These, dass Spinosaurus primär im Wasser lebte und jagte. Eine Untersuchung der Knochendichte ergab, dass diese deutlich höher war als bei nicht-spinosauriden Theropoden und der heutiger Pinguine entspricht. Rezente Wirbeltiere mit aquatischer Ökologie weisen ebenfalls eine hohe Knochendichte auf, die für einen verringerten Auftrieb sorgt. Die Ergebnisse deuten darauf hin, dass Spinosaurus gut tauchen und mit dem Kopf unter Wasser jagen konnte.

## Paläobiologie

### Größe

Vergleich von Großtheropoden, Spinosaurus in Rot

Seit seiner Entdeckung gilt Spinosaurus als einer der größten bekannten theropoden Dinosaurier. Friedrich von Huene (1926) und Donald F. Glut (1982) schätzten diese Gattung auf 6 Tonnen Gewicht und 15 bis 17 Meter Länge. Gregory S. Paul (1988) betrachtet Spinosaurus ebenfalls als längsten Theropoden mit 15 Metern Länge, gab aber eine niedrigere Gewichtsschätzung an. Auf neuen Funden basierende Schätzungen von dal Sasso und Kollegen (2005) gehen von einer Länge von 16 bis 18 Metern und einem Gewicht von 7 bis 9 Tonnen aus.
François Therrien und Donald Henderson (2007) verglichen die Schädellänge mit der von besser bekannten Theropoden und schätzen Spinosaurus auf eine geringere Länge von 12,6 bis 14,3 Meter und auf ein größeres Gewicht von 12 bis 20,9 Tonnen. Diese Studie wurde wegen der benutzten Schädelrekonstruktion und wegen der zum Vergleich herangezogenen Großtheropoden kritisiert – Letztere sind größtenteils Tyrannosauriden und Carnosaurier, die jedoch einen anderen Körperbau als Spinosauriden zeigten.

### Segel
Spinosaurus wies stark verlängerte Dornfortsätze der Rückenwirbel auf, ähnlich wie bei einigen anderen Dinosauriern wie den Ornithopoden Ouranosaurus und den Sauropoden Amargasaurus. Möglicherweise waren diese Dornfortsätze mit Haut verbunden und bildeten so ein Segel, analog zu den Rückensegeln einiger Pelycosaurier wie Dimetrodon und Edaphosaurus. Die Funktion eines solchen Segels bei Spinosaurus ist unklar. Falls das Segel mit vielen Blutgefäßen durchzogen war, kann es – quer zur Sonne gerichtet – zur Absorption von Wärme in den noch kühlen Morgenstunden gedient haben. Dies würde allerdings bedeuten, dass das Tier höchstens teilweise warmblütig war. Auch möglich ist eine Funktion zur Kühlung, wobei das Segel von der Sonne weg oder im 90-°-Winkel zu einem kalten Wind gehalten werden musste. Eine weitere Hypothese ist eine Funktion zum Imponierverhalten. So könnte das Segel – ähnlich wie der Schwanz des Pfaus – für die Balzwerbung Verwendung gefunden haben. Stromer spekulierte, dass das Segel bei männlichen und weiblichen Tieren unterschiedlich groß gewesen sein könnte.
Jack Bowman Bailey vermutet, dass die Fortsätze kein Segel, sondern einen Höcker getragen haben, ähnlich wie beim heutigen Bison. So sind die Dornfortsätze von Spinosaurus und anderen Dinosauriern anders als bei Pelycosauriern relativ dick. Bailey bemerkt, dass ein Segel bei großen Theropoden ein effizienter Wärmekollektor, aber als Kühlmechanismus ineffizient gewesen wäre – somit würde ein Segel in dem tropischen Lebensraum von Spinosaurus zum Nachteil. Nach der Vorstellung dieses Forschers könnte ein Höcker als Wärmepuffer zum Schutz vor Hitze sowie als Energiespeicher gedient haben, was lange Wanderungen zu Nistplätzen erlaubt haben könnte.
Ibrahim und Mitarbeiter haben zunächst eine semiaquatische Lebensweise für Spinosaurus vorgeschlagen, mit einer „Display“-Funktion für das Rückensegel, das dafür stets über der Wasseroberfläche geblieben wäre. Gimsa und Kollegen publizierten im Jahr 2015 jedoch die Hypothese, dass Spinosaurus unter Wasser jagte, wofür die Autoren eine entsprechende hydrodynamische Stabilität annahmen. Da es Beutetiere vor ihren Angreifern gewarnt hätte, wäre ein aus dem Wasser herausragendes Segel aus verhaltensbiologischer Sicht unsinnig gewesen, um ähnlich wie Krokodile aus ihrem sicheren Versteck im Wasser heraus Tieren an Land aufzulauern. 
Für die Funktion des Rückensegels unter Wasser liegt eine analoge Funktion wie bei der Rückenflosse des Fächerfischs nahe, die ähnlich dem Schwert eines Segelschiffs, den Körper gegen seitliche Bewegungen stabilisiert. Form und relative Größe des Rückensegels ähneln denen von Fächerfischen, was nahelegt, dass seine stabilisierende Wirkung die Präzision und Kraft seitlicher Schwanz- und Speerschläge verbesserte. Dadurch hätte das Rückensegel bei der Jagd schnellere und präzisere Hals- und Kopfbewegungen erlaubt sowie beim „Ringen“ mit größerer Beute die Stabilität des gesamten Körpers im Wasser verbessert. Gimsa et al. gehen auch davon aus, dass die stabilisierende Wirkung durch das Rückensegel unter Wasser größere Schwanzamplituden erlaubte, ohne den Körper zu destabilisieren, was dann höhere Beschleunigungen erlaubt hätte.

### Körperhaltung
Obwohl Spinosaurus traditionell als biped (zweibeinig) dargestellt wird, gab es seit den mittleren 1970ern Vermutungen, dass Spinosaurus zumindest zeitweilig quadruped (vierbeinig) lief. Diese Vermutungen wurden mit der Entdeckung von Baryonyx unterstützt, einer verwandten Gattung mit robusten Armen. Bailey (1997) hielt eine vierfüßige Fortbewegung wegen des Mehrgewichts des von ihm hypothetisierten Höckers für möglich, was zu entsprechenden neuen Rekonstruktionen mit Spinosaurus als Vierfüßer führte. Bei der Beschreibung des Neotypus wurde festgestellt, dass Spinosaurus kürzere Hinterbeine hatte als andere Theropoden und dass sein Schwerpunkt vor dem Becken lag, so dass eine Quadrupedie wahrscheinlich bis obligatorisch war. Neuere Rekonstruktionen zeigen jedoch, dass der Schwerpunkt möglicherweise deutlich näher am Becken lag als bisher gedacht.

## Entdeckungsgeschichte und Funde

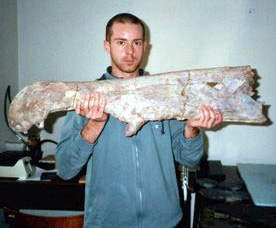
Fossil von Spinosaurus aegyptiacus

Das erste Skelett wurde 1912 in der Bahariyya-Oase in Ägypten von Richard Markgraf entdeckt und 1915 von dem deutschen Paläontologen Ernst Stromer von Reichenbach (1871–1952) als Spinosaurus aegyptiacus wissenschaftlich beschrieben.
Weitere fragmentarische Überreste aus Bahariyya – Wirbel und Hinterbeinknochen – schrieb Stromer 1934 einer weiteren Art zu, die er vorläufig „Spinosaurus B“ nannte; heute werden diese Knochen jedoch entweder Carcharodontosaurus oder Sigilmassasaurus zugeschrieben.
Einige der Spinosaurus-Fossilien wurden während des Transports von Ägypten in das Deutsche Museum in München beschädigt – alle verbliebenen Knochen gingen 1944 bei einem alliierten Luftangriff auf München im Museum Alte Akademie verloren.
Bis heute wurden sieben Funde von Spinosaurus beschrieben. Die Überreste werden auf ein Alter von etwa 113 bis 94 Millionen Jahren (Albium bis Cenomanium) datiert.
IPHG 1912 VIII 19, das 1915 von Stromer beschriebene Holotyp-Exemplar, wurde im Zweiten Weltkrieg zerstört – dennoch blieben detaillierte Zeichnungen. Es stammte von einem subadulten (noch nicht ausgewachsenen) Individuum. Schätzungen gehen von einer Länge von 14 Metern und einem Gewicht von 6,7 Tonnen aus, der Schädel wird auf 1,45 Meter Länge geschätzt. Das Skelett bestand aus einem Oberkieferfragment (Maxilla), einem unvollständigen Dentale (Unterkiefer), 19 Zähnen, zwei unvollständigen Halswirbeln, sieben Rückenwirbeln, dorsalen Rippen, Bauchrippen (Gastralia) sowie acht Schwanzwirbelzentren. Der längste erhaltene Wirbelfortsatz war 1,69 Meter lang.

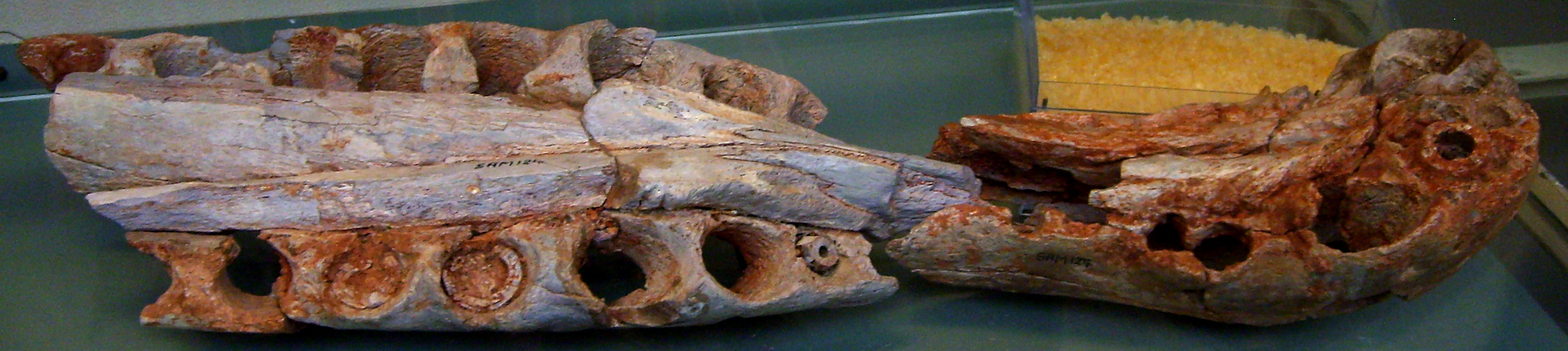
Kieferknochen von Spinosaurus marocannus im Muséum national d’histoire naturelle, Paris

CMN 50791 stammt aus den Kem Kem Beds, einer Formation im Südosten Marokkos, und wurde von Russell 1996 beschrieben. Russell schrieb den Fund einer zweiten Art zu, Spinosaurus marocannus. Die Überreste schließen einen 19,5 cm langen mittleren Halswirbel sowie den vorderen und mittleren Teil des Dentale mit ein.
MNHN SAM 124 aus Algerien wurde von Taquet und Russell 1998 beschrieben und besteht aus einem fragmentarischen Zwischenkieferbein (Prämaxillare), einem fragmentarischen Oberkieferknochen, Pflugscharbeinen sowie einem Fragment des Dentale. Schätzungen gehen von einer Länge von 14 Metern und einem Gewicht von 6,7 Tonnen für dieses Individuum aus; die Gesamtlänge des Schädels wird auf 1,42 Meter geschätzt.
BM231 ist ein vorderer Dentale aus der Chenini-Formation aus dem südlichen Tunesien. Buffetaut und Ouaja schrieben diesen Fund 2002 Spinosaurus aegyptiacus zu, da der Knochen starke Ähnlichkeiten mit dem entsprechenden Knochen des Typmaterials dieser Art zeigt. Der Fund wird gegenwärtig im tunesischen Amt für Bergbau (Office National des Mines) aufbewahrt.

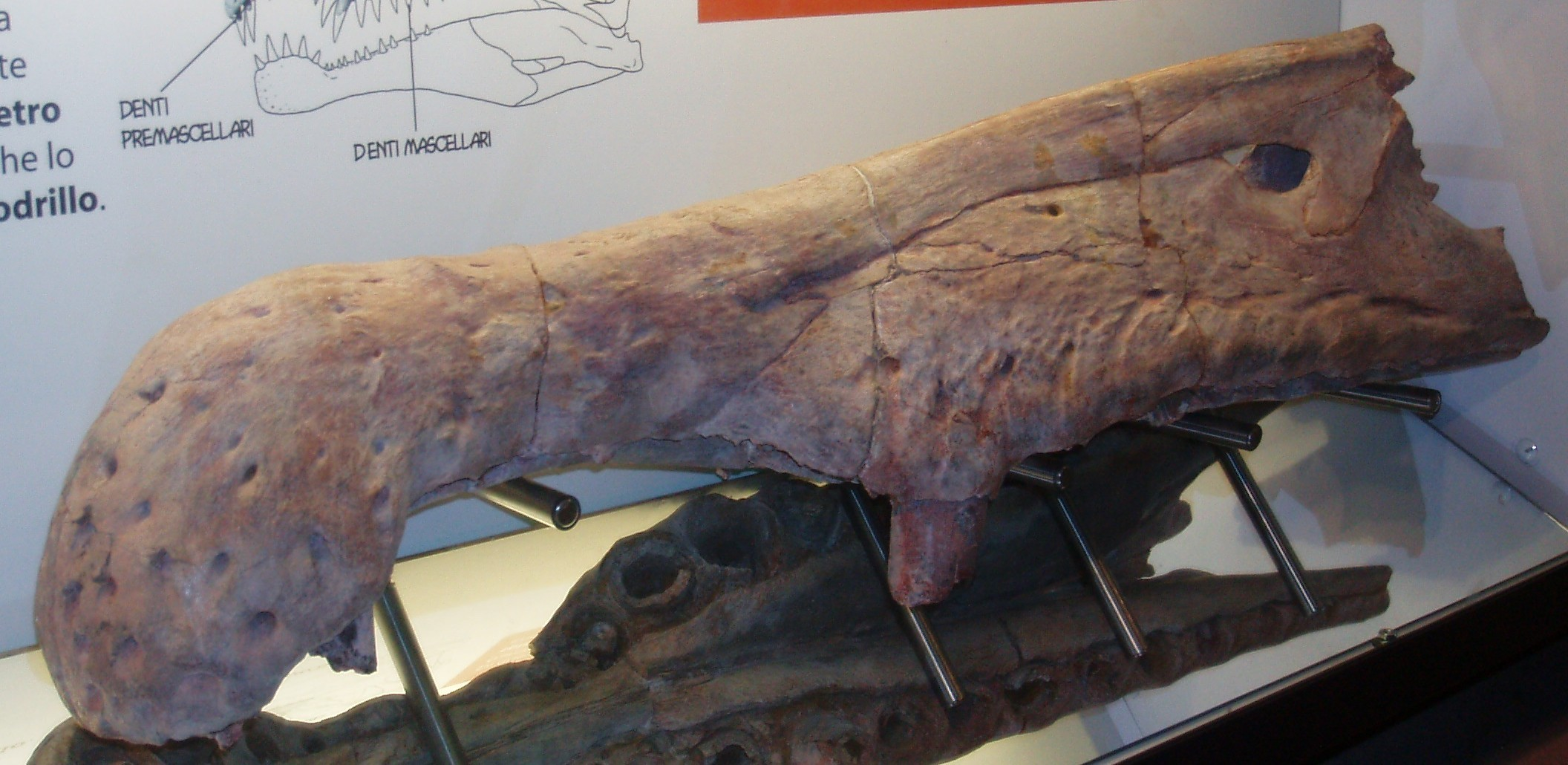
MSNM V4047 von S. aegyptiacus

MSNM V4047 ist ein Schädelfund, der aus dem Zwischenkieferbein, einem Teil des Maxillare sowie einem fragmentarischen paarigen Nasenbein besteht, die zusammen 98,8 cm Länge messen. Der Fund stammt aus den Kem Kem Beds und wurde 2005 von Cristiano Dal Sasso vom Museo Civico di Storia Naturale di Milano und weiteren Wissenschaftlern beschrieben.
UCPC-2 ist ein von denselben Forschern beschriebener Schädelkamm.
FSAC-KK 11888 ist ein relativ vollständiger Fund, der den größten Teil des Schädels, der Wirbelsäule, der das Segel stützenden Dornfortsätze, des Beckens und der Gliedmaßen umfasst. Der Fund stammt aus den Kem Kem Beds in der Nähe von Erfoud, wurde 2014 von Paul C. Sereno, Cristiano Dal Sasso und Kollegen beschrieben und als Neotypus festgelegt.
Weitere Funde bestehen hauptsächlich aus sehr fragmentarischen Überresten und vereinzelten Zähnen. So wurden zum Beispiel Zähne aus der Echkar-Formation aus Niger Spinosaurus aegyptiacus zugeschrieben. Mögliche Spinosaurus-Fossilien wurden aus den Turkana Grits von Kenia gemeldet sowie aus der Cabao-Formation von Libyen. Letzterer Fund stammt aus dem Hauterivium vor etwa 130 Millionen Jahren, wobei die Zuordnung zu Spinosaurus vorläufig ist.
Das von Ernst Stromer von Reichenbach beschriebene Skelett und das ein Jahrhundert später in den Kem Kem Beds ausgegrabene Exemplar ergänzen sich sehr gut. Die von beiden Funden bekannten Überreste wurden unter Mitwirkung von Nizar Ibrahim, Paul C. Sereno und Cristiano Dal Sasso in einem digitalen Modell zusammengefasst und um die fehlenden Teile vervollständigt. Daraus resultierte ein reales Kunstharzmodell.

## Populärkultur
Spinosaurus wird seit langem in populärwissenschaftlichen Büchern über Dinosaurier dargestellt, obwohl erst seit kurzem genug Informationen für eine akkurate Rekonstruktion vorliegen. Ältere populäre Abbildungen basieren oft auf der einflussreichen Skelettrekonstruktion von Lapparent und Lavocat (1955) und zeigen Spinosaurus als aufrecht laufenden Theropoden mit einem Schädel ähnlich dem anderer großer Theropoden, einem Segel auf dem Rücken und Händen mit vier Fingern.
Spinosaurus ist der Antagonist in dem Film Jurassic Park III, wo er größer und kräftiger als Tyrannosaurus dargestellt wird. Dort wird er fälschlicherweise als „Spinosaurus aegypticus“ (statt aegyptiacus) bezeichnet.